# الجلالة (فرقاطة)
الجلالة هي فرقاطة من فئة فريم لدى القوات البحرية المصرية مهمتها دعم تأمين الحدود وخطوط الملاحة البحرية .

## مميزاتها
تم بناء الفرقاطة من قبل شركة فينكانتييري الإيطالية، وهي واحدة من أصل فرقاطتين من طراز فريم تم التعاقد عليهما بين مصر وإيطاليا ويصل حجم السفينة إلى 6500 طن، وتصل سرعتها إلى 27 عقدة أو (نحو 49 كلم/ الساعة)، وطولها الكلي 144 مترا، وطول الجزء الغاطس منها 132.5 متر وعرضها 19.7 متر، وعمق الغاطس 5.1 متر، ويصل مدى الفرقاطة عندما تتحرك بسرعة 15 عقدة (نحو 27 كلم/ الساعة) إلى 6 آلاف ميل بحري (نحو 10.8 ألف كلم)، وتمتلك أنظمة إيه إس دبليو المضادة للغواصات وسونار خاص بتجنب الألغام البحرية ومدفعي رشاس عيار 25 ملم.وتتسلح بأنظمة صواريخ مضادة للغواصات ومنصات إطلاق عمودي للصواريخ، وأجهزة سونار لتتبع الأهداف المعادية التي تبحر على أعماق كبيرة، وتمتلك أنظمة تسليح متعددة منها الطوربيدات ووسائل خداع لتجنب طوربيدات العدو وصواريخ سطح سطح.والسفينة مجهزة بقدرات استقبال المروحيات العسكرية، وهي مزودة برادارات المسح الإلكتروني المتطورة وأنظمة التعرف على العدو وأنظمة اتصال تحت الماء.